# Wies van Dongen

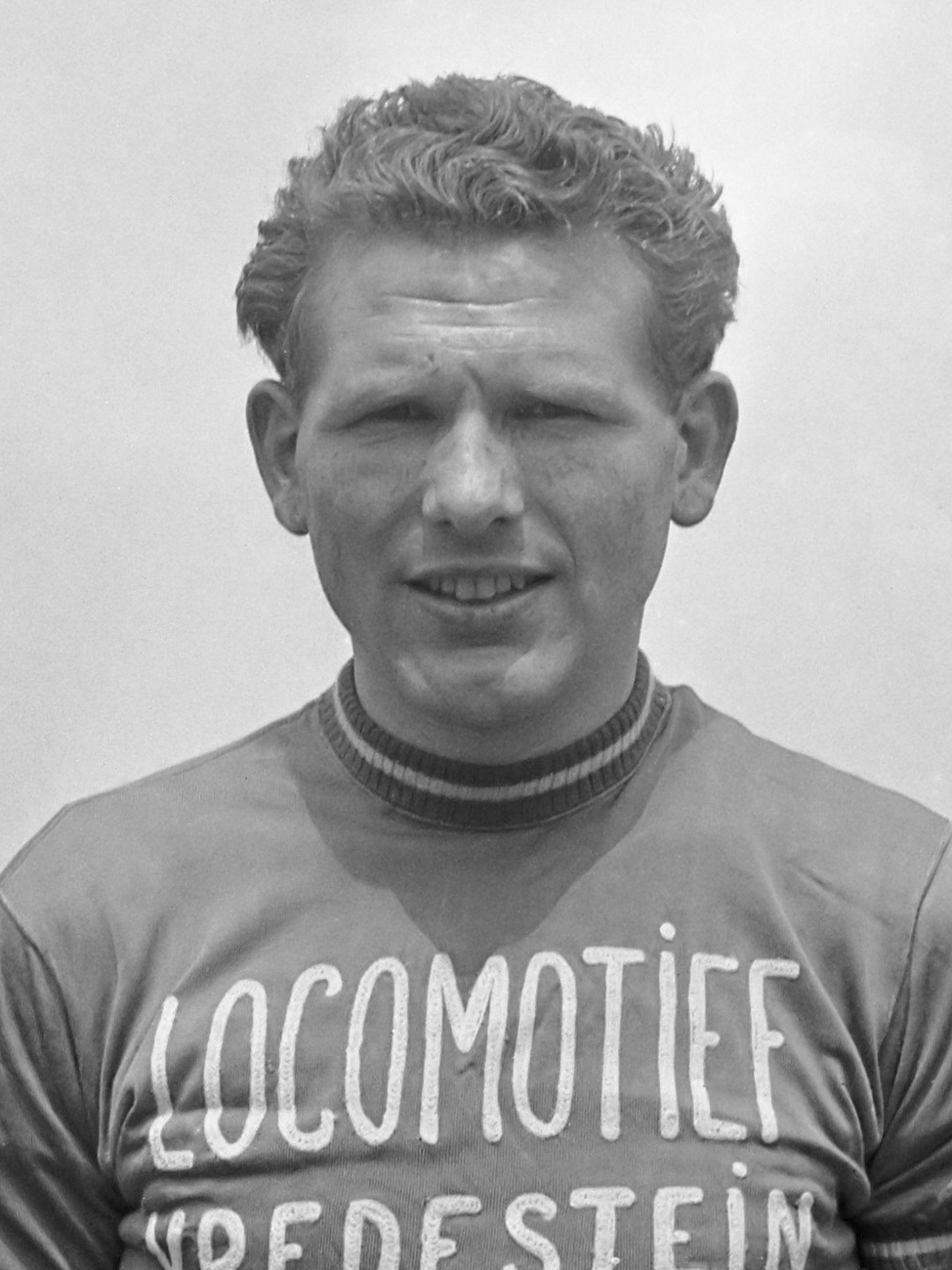
Wies van Dongen 4. Juli 1956

Wies van Dongen (* 31. Juli 1931 in Breda; † 25. Mai 2022 ebenda) war ein niederländischer Radrennfahrer.

## Sportliche Laufbahn
Als Amateur gewann er 1952 das Rennen Acht van Chaam und 1954 das Rennen Ronde van het Ijsselmeer. Van Dongen war von 1955 bis 1960 Berufsfahrer. Er begann im Radsportteam Locomotief-Vredestein.
Die Tour de France fuhr er 1955 und 1956. In beiden Rundfahrten schied er aus. Nachdem er als Profi keine Erfolge gehabt hatte, beendete er 1960 seine Laufbahn. Bevor Wies van Dongen im Mai 2022 starb, war er mit seinem Alter von 90 Jahren der älteste noch lebende niederländische Tour-Teilnehmer.